# Código de Parsons
O código de Parsons, denominado formalmente como código de Parsons para contornos melódicos, é uma notação simples usada para identificar um trecho musical por meio do movimento melódico — o movimento da altura das notas para cima e para baixo. Denys Parsons desenvolveu este sistema para seu livro de 1975, intitulado The Directory of Tunes and Musical Themes. A representação de uma melodia desta maneira torna fácil a indexação ou pesquisa de peças específicas.
O livro também foi publicado em alemão em 2002 e reimpresso por Piatkus como The Directory of Classical Themes em 2008.

## O código
A primeira nota de uma melodia e denotada por um asterisco (*), embora algumas pessoas omitam a primeira nota ao usar o código de Parsons. Todas as notas subsequentes são denotadas por uma de três letras que indicam a relação de sua altura com a da nota anterior:
- u = subir (up, em inglês) se a nota é mais alta do que a anterior
- d = descer (down, em inglês) se a nota é mais baixa do que a anterior
- r = repetir, se a nota tem a mesma altura que a anterior
- * = primeira nota usada como referência

### Exemplos
- Twinkle Twinkle Little Star (brilha brilha estrelinha): *rururddrdrdrd
- "Noite Feliz": *udduuddurdurdurudddudduruddduddurudduuddduddd
- "Love Me Tender": *uduududdduu
- Primeiro verso de "Like a Virgin", da Madonna: *rrurddrdrrurdudurrrrddrduuddrdu
- Primeiro verso de "We Are the World": *rduduururdrddrududuu